# Municipio de Greenbrier (Iowa)
El municipio de Greenbrier (en inglés: Greenbrier Township) es un municipio ubicado en el condado de Greene en el estado estadounidense de Iowa. En el año 2010 tenía una población de 129 habitantes y una densidad poblacional de 1,38 personas por km².

## Geografía
El municipio de Greenbrier se encuentra ubicado en las coordenadas 41°54′25″N 94°27′17″O / 41.90694, -94.45472. Según la Oficina del Censo de los Estados Unidos, el municipio tiene una superficie total de 93.51 km², de la cual 93,51 km² corresponden a tierra firme y (0 %) 0 km² es agua.

## Demografía
Según el censo de 2010, había 129 personas residiendo en el municipio de Greenbrier. La densidad de población era de 1,38 hab./km². De los 129 habitantes, el municipio de Greenbrier estaba compuesto por el 95,35 % blancos, el 3,88 % eran asiáticos, el 0,78 % eran isleños del Pacífico. Del total de la población el 0 % eran hispanos o latinos de cualquier raza.